# Machiavellisk intelligens

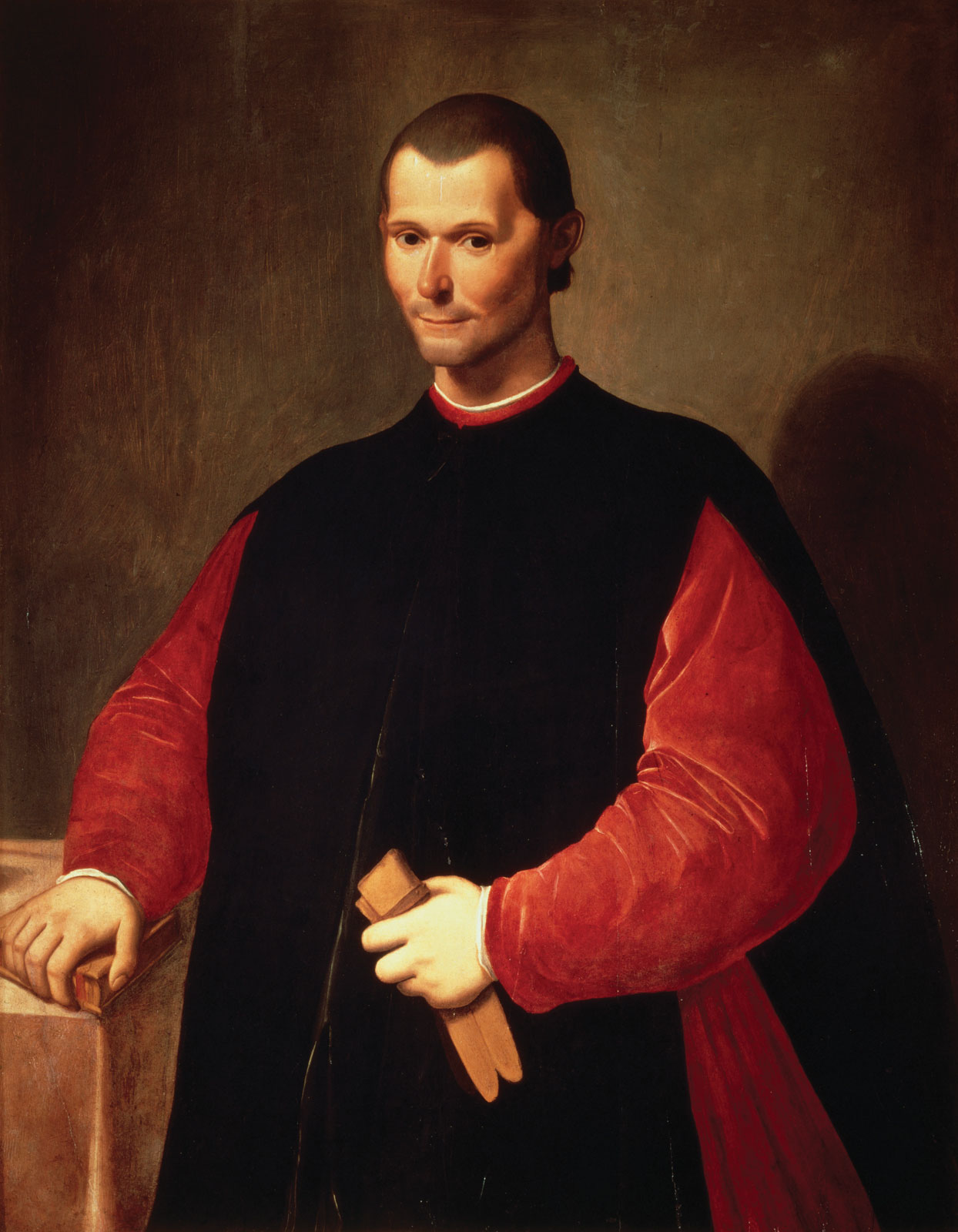
Niccolò Machiavelli.

Machiavellisk intelligens avser människans förmåga att klara de intriger och konflikter vilka uppstår i stora sociala grupper; de som människan lever i, till skillnad från övriga primater. Machiavellisk kan också stå för att man är beredd att göra vad som helst för att nå toppen i en social hierarki. 
Uttrycket myntades av den engelske antropologen Robin Dunbar. Han menar att den mänskliga hjärnans storlek kom till av behovet att klara samlevnad i grupper upp till ett par hundra individer, istället för som våra föregångare aporna, vars flockar var högst omkring 50.
Begreppet är skapat med hänvisning till Niccolò Machiavelli och hans skrifter.

## Kritik
En kritik som har nämnts mot Dunbars studier är att de människogrupper han studerade var jordbrukande indianbyar med cirka 150 människor per bondby, inte jägare-samlare som alla människor var genom släktet Homos utveckling till Homo sapiens. Av matförsörjningsmässiga skäl är det mycket ovanligt att jägare-samlare lever i större grupper än 30 personer.